# Karin Lindberg
Karin Lindberg (Kalix, Suecia, 6 de octubre de 1929-Örebro, 2 de diciembre de 2020) fue una gimnasta artística sueca, campeona olímpica en Helsinki 1952 en el concurso de equipos con aparatos.

## Carrera deportiva
En el Mundial de Basilea 1950 ganó el oro en equipo, por delante del equipo de gimnastas francesas y de las italianas.
En los JJ. OO. de Helsinki 1952 consiguió el oro en el concurso de equipos con aparatos (una modalidad similar a la gimnasia rítmica actual), por delante de las soviéticas y húngaras, siendo sus compañeras de equipo: Gun Roring, Ann-Sofi Pettersson, Evy Berggren, Göta Pettersson, Ingrid Sandahl, Hjördis Nordin y Vanja Blomberg.
Por último, en las Olimpiadas celebradas en Melbourne (Australia) en 1956 obtuvo una plata en equipo con aparatos, y el bronce en salto de potro.